# Биденый, Василий Константинович
Василий Константинович Биденый (укр. Василь Костянтинович Бідений; род. 2 марта 1944 года, с. Лукавцы Вижницкого района Черновицкой области) — украинский государственный деятель, депутат Верховной рады Украины I созыва (1990—1994).

## Биография
Родился 2 марта 1944 года в селе Лукавцы Вижницкого района Черновицкой области в крестьянской семье.
С 1961 по 1964 год учился в Хотинском сельскохозяйственном техникуме, после окончания техникума начал работать механиком в колхозе «Россия» Вижницкого района Черновицкой области. С 1964 по 1967 год проходил службу в армии, служил в Закарпатском военном округе. После возвращения из армии с 1978 по 1983 год работал в том же колхозе, где прошёл путь от бригадира тракторной бригады до заместителя председателя и секретаря парткома колхоза. В 1978 году окончил Каменец-Подольский сельскохозяйственный институт по специальности «инженер-механик». С 1983 года являлся председателем колхоза им. Ленина с. Мигово Вижницкого района (в дальнейшем колхоз переименован в «Прикарпатье»), оставался председателем колхоза до 1998 года.
Являлся членом КПСС с 1970 года.
В 1990 году в ходе первых альтернативных парламентских выборов в Украинской ССР был выдвинут кандидатом в народные депутаты трудовым коллективом колхоза им. Ленина Вижницкого района Черновицкой области, 18 марта 1990 года во втором туре был избран народным депутатом Верховного совета Украинской ССР XII созыва (в дальнейшем — Верховной рады Украины I созыва) от Вижницкого избирательного округа № 432 Черновицкой области, набрал 53,72 % голосов среди 5 кандидатов. В парламенте являлся членом мандатной комиссии и по вопросам депутатской этики, входил в депутатские группы «Аграрии», «Земля и воля» и «Рада». Депутатские полномочия истекли 10 мая 1994 года.
С 1998 по 2002 год являлся главой Вижницкого районного совета.
Женат, имеет двоих сыновей.